# Підгірний Олександр Олександрович
Олександр Олександрович Підгірний — старший солдат підрозділу Збройних Сил України, учасник російсько-української війни, який загинув у ході російського вторгнення в Україну в 2022 році.

## Життєпис
Народився 1991 року в м. Кривому Розі на Дніпропетровщині.
Навчався в Криворізькій загальноосвітній школі I—III ступенів № 56, що у Металургійному районі.
Загинув 26 лютого 2022 року у перші дні російського вторгнення в Україну в боях на Харківщині у боях за Харків..

## Нагороди
- орден За мужність III ступеня (2022, посмертно) — за особисту мужність і самовіддані дії, виявлені у захисті державного суверенітету та територіальної цілісності України, вірність військовій присязі[4].